# 28784 Deringer
28784 Deringer è un asteroide della fascia principale. Scoperto nel 2000, presenta un'orbita caratterizzata da un semiasse maggiore pari a 2,8693954 UA e da un'eccentricità di 0,0665032, inclinata di 2,95444° rispetto all'eclittica.